# Dalea myriadenia
Dalea myriadenia är en ärtväxtart som beskrevs av Oskar Eberhard Ulbrich. Dalea myriadenia ingår i släktet Dalea, och familjen ärtväxter. Inga underarter finns listade i Catalogue of Life.